# قطعنامه ۱۰۶۵ شورای امنیت
قطعنامه ۱۰۶۵ شورای امنیت سازمان ملل متحد که در تاریخ ۱۲ ژوئیهٔ ۱۹۹۶ تصویب شد، سندی بین‌المللی دربارهٔ بررسی وضعیت در گرجستان است. این قطعنامه طی نشست ۳۶۸۰ام با ۱۵ رای موافق، ۰ مخالف و ۰ ممتنع تصویب شد.